# Неделко Дамчев
Неделко Мойсов Дамчев (изписване до 1945 година: Недѣлко Дамчевъ) е български революционер, битолски селски войвода на Вътрешната македоно-одринска революционна организация.

## Биография
Неделко Дамчев е роден през 1880 година в битолското село Кукуречани, тогава в Османската империя, днес в Северна Македония. Заклет е във ВМОРО през 1900 година от Стоян Донски. Той е кукуречки селски войвода и ръководи селската организация заедно с началника Нечо Кочов. Участва начело на чета в Илинденско-Преображенското въстание и се сражава край Смилево. След въстанието продължава да е легален деец на Организацията. След като родният му край попада в границите на Сърбия, е тормозен от новите власти и три години лежи в затвор, а брат му е убит от сръбски войници.
На 8 март 1943 година, като жител на Битоля, подава молба за народна пенсия, която е одобрена и отпусната от Министерския съвет на Царство България.